# Barumini
Barumini ist eine Gemeinde in der Marmilla, dem Zentrum Sardiniens, in der Provinz Medio Campidano mit 1135 Einwohnern (Stand 31. Dezember 2023). Der Ort liegt südlich der Giara di Gesturi genannten Hochebene.

## Nachbargemeinden
Baruminis Nachbargemeinden sind in alphabetischer Reihenfolge Gergei, Gesturi, Las Plassas, Tuili und Villanovafranca. Sie liegen bis auf Gergei, das zur Metropolitanstadt Cagliari gehört, alle in der Provinz Medio Campidano.

## Sehenswürdigkeiten
Bedeutend ist der Palazzo Zapata, der von der aragonesischen Familie Zapata Ende des 16., Anfang des 17. Jahrhunderts erbaut wurde. Bei Restaurierungsarbeiten in den 1990er Jahren wurde entdeckt, dass der Palast auf den Ruinen eines Nuraghenkomplexes (Nuraxi 'e Cresia) erbaut worden war. Heute befindet sich im Palazzo ein Museum; über Glasböden und Brücken sind die Nuraghenreste sichtbar. Sehenswert sind auch das Retabel eines unbekannten Meisters, der wohl aus der Schule von Stampace stammt, die polychrome Predella in der Sakristei der Pfarrkirche „Vergine Immacolata“ und die Kirche San Giovanni Batista aus dem 13. Jahrhundert.
Westlich des Ortes auf einer Anhöhe an der Straße nach Tuili befindet sich die gut erhaltene fünf-phasig er- und umgebaute Groß-Nuraghe Su Nuraxi, die zum UNESCO-Weltkulturerbe gehört.

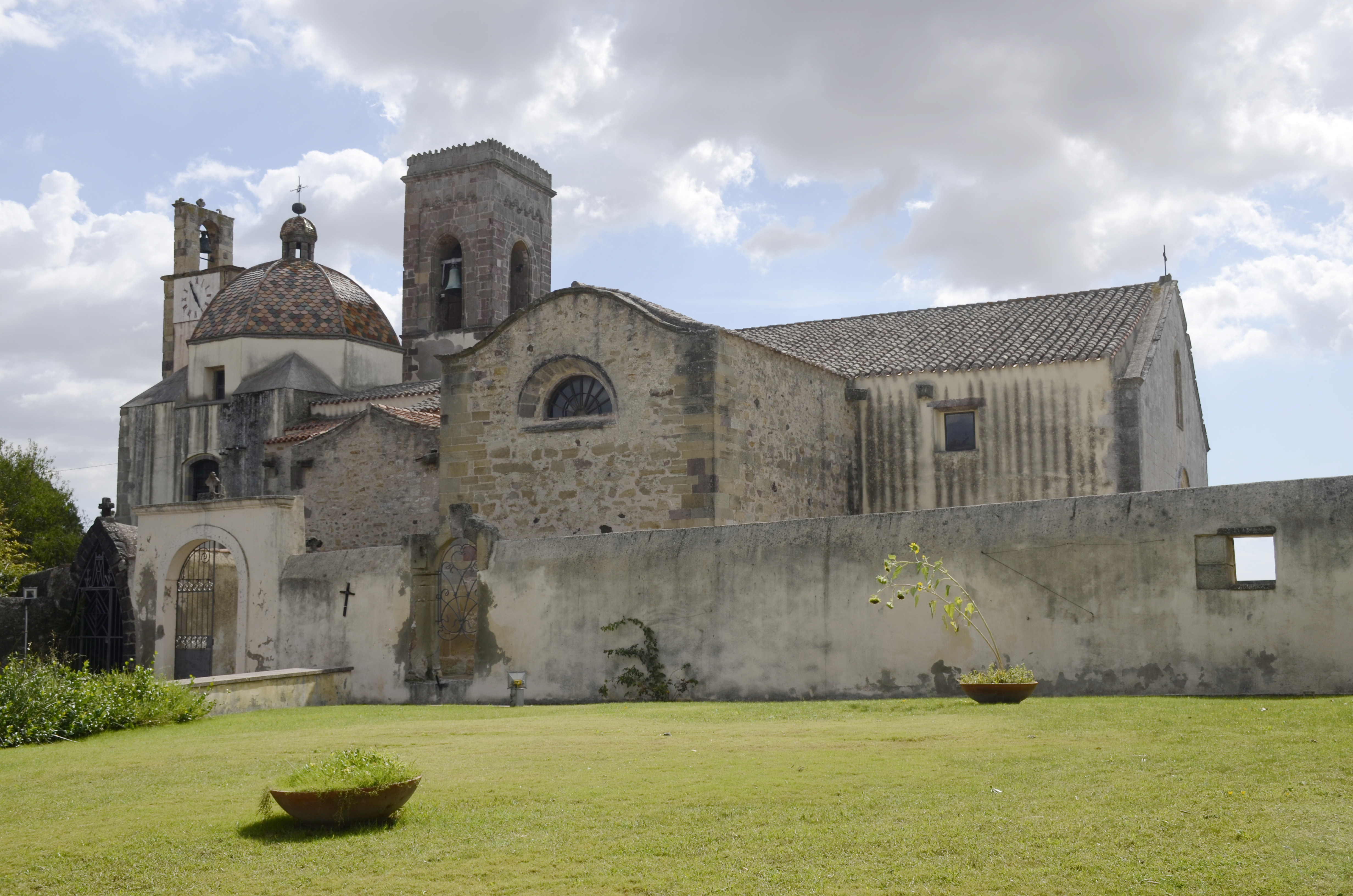
Pfarrkirche „Vergine Immacolata“
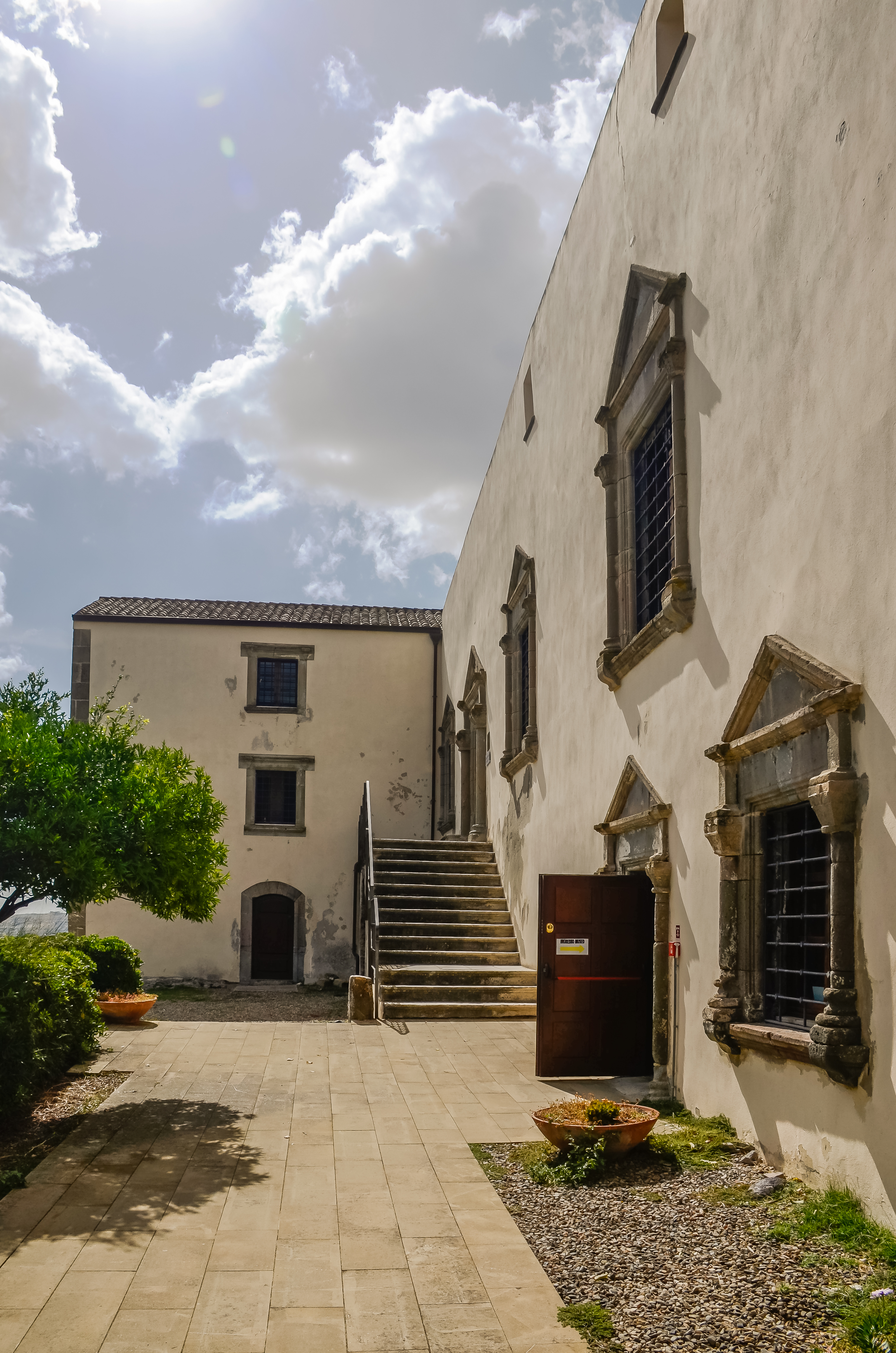
Palazzo Zapata
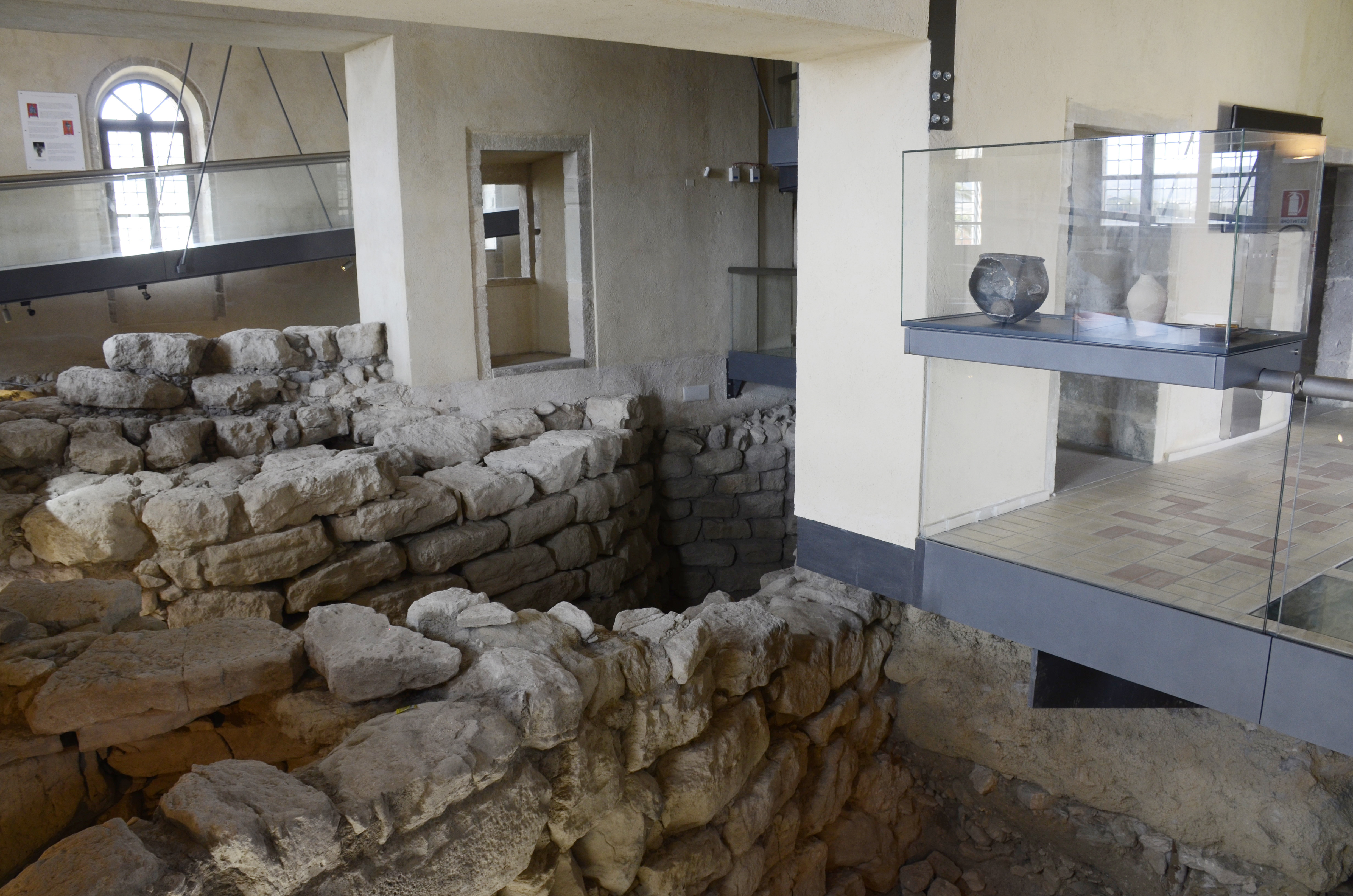
Palazzo Zapata
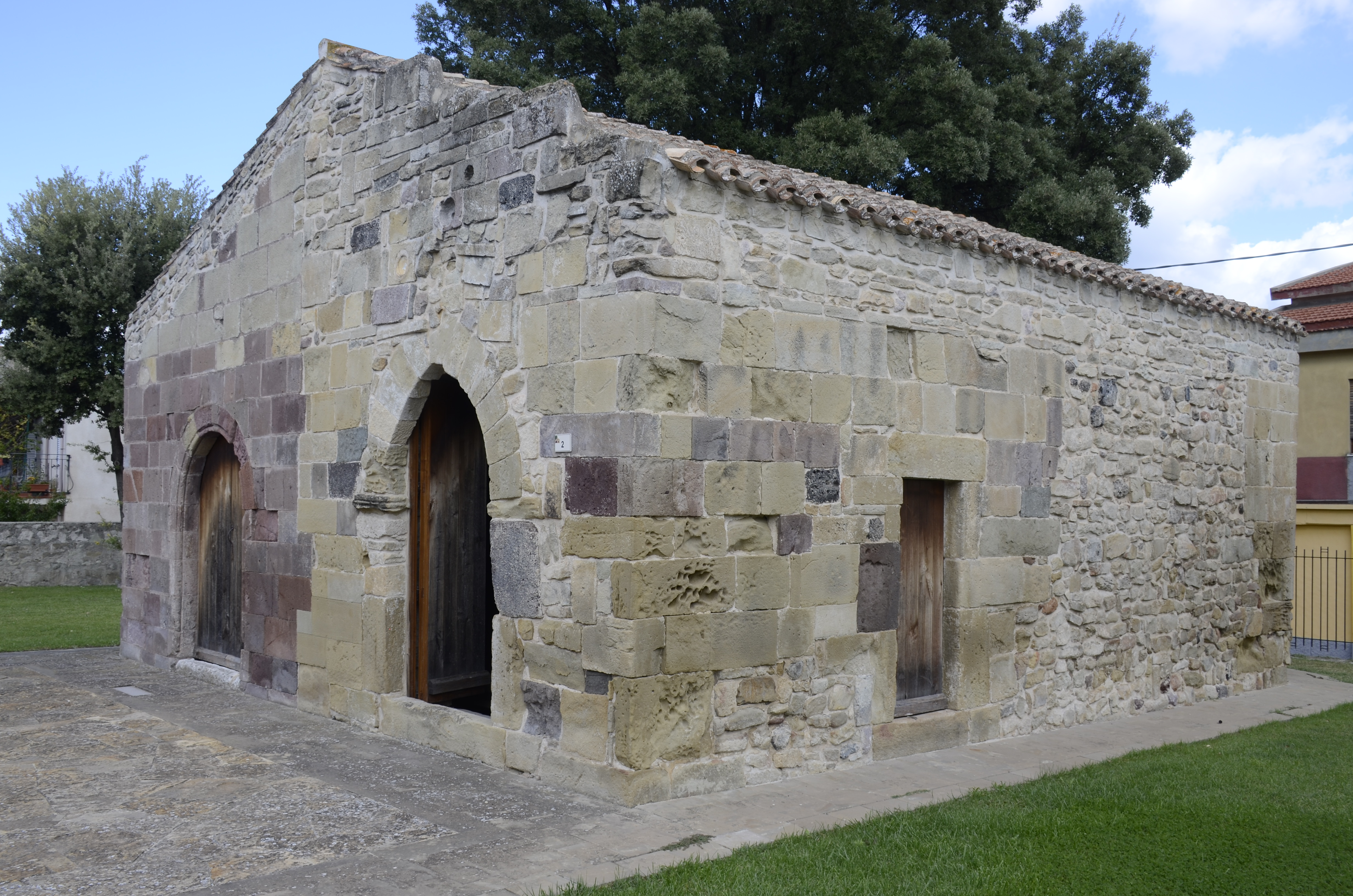
San Giovanni Batista
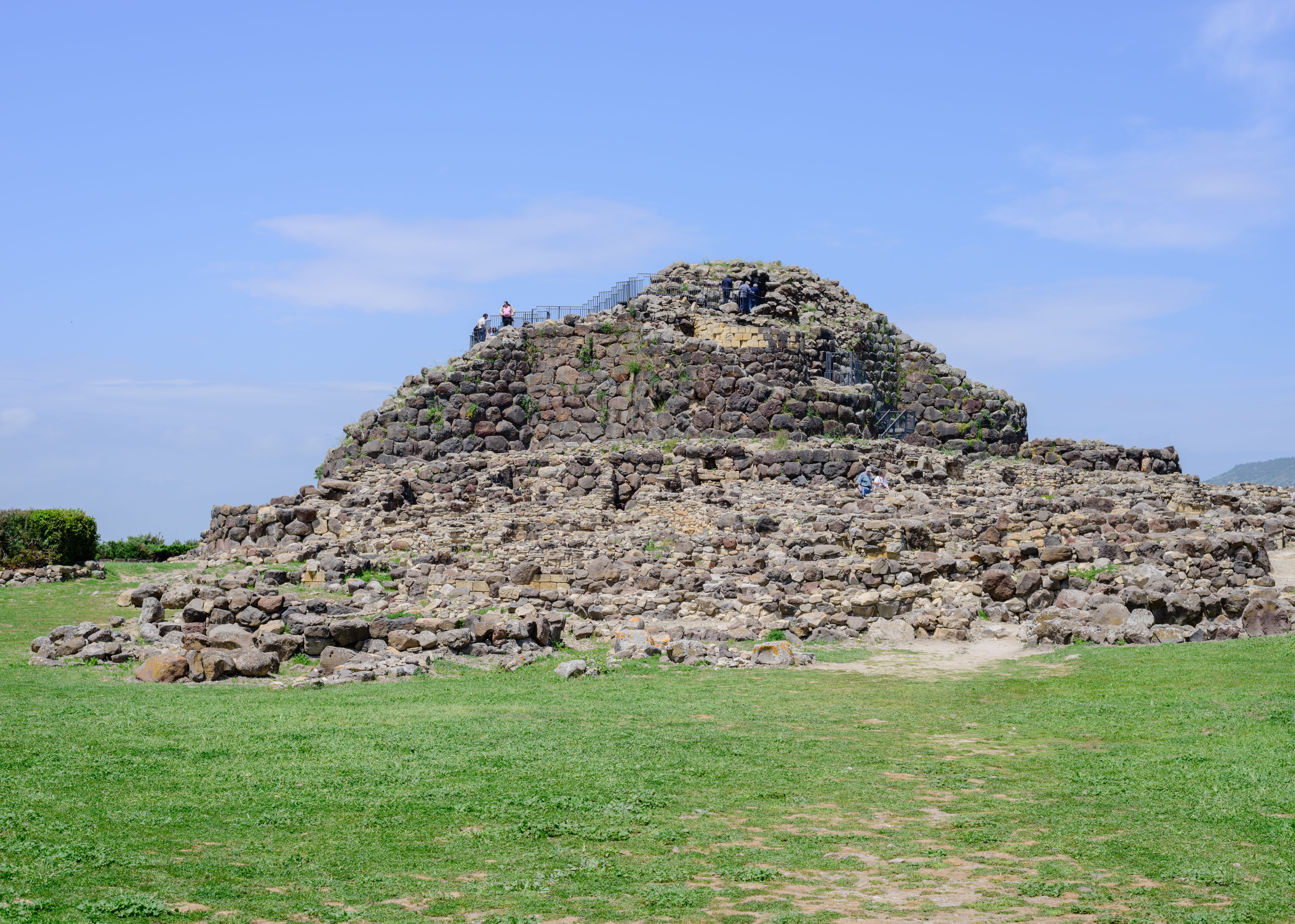
Nuraghe